# Morele.net
Morele.net – sklep internetowy, działający w segmencie elektroniki użytkowej (komputery, laptopy, podzespoły komputerowe, RTV i AGD).

## Historia
Przedsiębiorstwo zostało założone w 2000 roku przez Michała Pawlika i Radosława Stasiaka. Początkowo zajmowało się budową i administracją sieci komputerowych, stąd też pochodzi cząstka „.net” w nazwie. Rozpoczęcie działalności wynikało z chęci dostarczenia Internetu do akademików, w których mieszkali założyciele.
Początki sklepu internetowego sięgają końca roku 2004. W przeciągu kilku kolejnych lat spółka zdobywała coraz większy udział w rynku. W wyniku zapotrzebowania klientów na opcję odbioru osobistego zakupionych w sklepie internetowym produktów, w 2007 zaczęto zakładać tzw. netpunkty (punkty odbioru osobistego). Z czasem zrezygnowano z formy odbioru osobistego i zlikwidowano wszystkie 26 netpunktów. Były one zlokalizowane w dużych miastach na terenie całej Polski.
Z dniem 28 kwietnia 2009 r. Morele.net zostało nowym właścicielem sklepu 1klik.pl. Podmiot został przejęty od Zakupy.com – platformy konsolidującej liderów handlu internetowego z kluczowych branż w Polsce. Zakup miał na celu wchłonięcie ruchu z konkurencyjnego sklepu.
W 2011 roku morele.net weszło w relacje inwestorskie z funduszem MCI.TechVentures, zarządzanym przez MCI Management. Krok ten pozwolił na pozyskanie dodatkowych funduszy na dalszy rozwój biznesu.
Przez następne lata spółka przejmowała lub otwierała kolejne sklepy. W 2017 morele.net przejęło drugi pod względem wielkości internetowy sklep sportowy w Polsce: sklep-presto.pl. Inwestycja ta – jak podano w komunikacie prasowym – była kontynuacją przyjętej przez morele.net strategii rozszerzenia oferty o nowe kategorie sprzedaży, wykraczające poza elektronikę. Pod skrzydłami przedsiębiorstwa znajdują się takie sklepy, jak: amfora.pl, budujesz.pl, digitalo.pl, hulahop.pl, motoria.pl, meblujesz.pl, ubieramy.pl., a także wspomniany sklep-presto.pl.
W 2018 roku morele.net połączyło się z Pigu.lt – największym graczem sprzedaży online w krajach bałtyckich. Fundusz MCI – stał się właścicielem 50 proc. udziałów w nowym holdingu, a celem konsolidacji – według informacji zamieszczonych w oświadczeniu funduszu – jest wzmocnienie potencjału rozwojowego nowego podmiotu poprzez uzyskanie licznych synergii operacyjnych. Pomimo powstania holdingu każda ze spółek zachowała odrębną tożsamość korporacyjną. Obie nadal funkcjonują na swoich rynkach docelowych pod obecnymi brandami i zarządami.
W 2018 roku serwis padł ofiarą ataku cyberprzestępcy, w wyniku którego doszło nieuprawnionego dostępu do bazy danych klientów sklepu. W wydanym oświadczeniu spółka zapewniła, że w związku z zaistniałą sytuacją podjęła strategiczne działania w obszarze przebudowy, wzmocnienia i poprawy zabezpieczeń infrastruktury. Dwustopniowa weryfikacja przy zmianie adresu email i numeru telefonu przypisanych do konta użytkownika, zmiana sposobu hashowania oraz hashowanie wrażliwych danych, rozbudowa monitoringu systemów wewnętrznych czy dodatkowa weryfikacja antybotowa – to zastosowane środki, które wymienione zostały w oficjalnym komunikacie.
Na początku 2019 roku klienci otrzymali dostęp do aplikacji morele.net, a za wprowadzone w obszarze komunikacji wizualnej zmiany na stronie internetowej przedsiębiorstwo otrzymało nominację do prestiżowej nagrody Mobile Trends Awards 2018 w kategorii strona lub serwis mobile/rwd za redesign strony mobilnej i desktopowej w sklepach należących do spółki.
Pod koniec marca 2020 spółka zdecydowała o zamknięciu wszystkich stacjonarnych punktów odbioru tzw. netpunktów. W lipcu 2020 spółka przejęła domenę internetową sklepu internetowego eMAG.pl, który powstał w 2001 roku jako agito.pl i jego domena stała się adresem URL przekierowującym od 1 sierpnia 2020 do marca 2023 na stronę morele.net. Po marcu 2023 adres URL sklepu internetowego eMAG.pl zaczął przekierowywać na stronę emag.ro.

## Inicjatywy
Morele.net od 2014 roku prowadzi na YouTubie kanał technologiczny moreleTV, który ma ponad 300 tys. subskrybentów. Wśród tworzonych treści znajdują się na nim przede wszystkim testy podzespołów komputerowych, zestawów PC, laptopów oraz smartfonów.
Przedsiębiorstwo jest organizatorem E-Biznes Cup, czyli największego turnieju e-sportowego w Polsce adresowanego do przedsiębiorstw w grze komputerowej Counter-Strike: Global Offensive.

## Nominacje, nagrody i wyróżnienia
- nr 1 rankingu Wprost i money.pl z 2008 roku w kategorii komputery i oprogramowanie[19]
- Everest 2013 Award dla „najbardziej efektywnie rozwijającej się spółki”[20]
- 1 miejsce w kategorii mega-sklepy rankingu Opineo 2014 (6 edycja)[21]
- 1 miejsce w kategorii mega-sklepy rankingu Opineo 2015 (7 edycja)[22]
- 1 miejsce w kategorii mega-sklepy rankingu Opineo 2016 (8 edycja)[23]
- 1 miejsce w kategorii elektronika i akcesoria w rankingu Opineo 2022[24]
- Nominacja do Mobile Trends Awards 2018 w kategorii strona lub serwis mobile/rwd za redesign strony mobilnej i desktopowej w sklepach Grupy Morele[25]